# Бараново (деревня, Можайский городской округ)
Бараново — деревня в Можайском районе Московской области, в составе городского поселения Уваровка. Численность постоянного населения по Всероссийской переписи 2010 года — 303 человека, в деревне числятся 2 улицы. До 2006 года Бараново входило в состав Колоцкого сельского округа.
Деревня расположена в центральной части района, у слияния безымянных притоков в рекой Колочь, примерно в 2 км к югу от пгт Уваровка, высота центра над уровнем моря 221 м. Ближайшие населённые пункты — Власово на север, посёлок центральной усадьбы Уваровский-2 и Золотилово — на восток.